# Шкарлетова Марія Савеліївна
Марія Савеліївна Шкарлетова (3 лютого 1925 — 2 листопада 2003) — Герой Радянського Союзу (1945). У роки німецько-радянської війни санінструктор стрілецької роти у складі 170-го гвардійського стрілецького полку 57-ї гвардійської стрілецької дивізії, гвардії старший сержант. 

## Життєпис
Народилася 3 лютого 1925 року в селі Кислівка, нині Куп'янського району Харківської області. Українка.
У 1940 році закінчила семирічку, працювала на висадці захисних смуг у Куп'янському відділенні залізниці, згодом — у колгоспі. З початком німецько-радянської війни працювала на будівництві оборонних рубежів. Перебувала на тимчасово окупованій німецькими військами території.
До лав РСЧА вступила добровільно, призвана Куп'янським РВК 4 липня 1943 року. Закінчила курси санітарних інструкторів у місті Міллерове (зараз Ростовська область, РФ) і в жовтні 1943 року прибула в 170-й гвардійський стрілецький полк 57-ї гвардійської стрілецької дивізії на посаду санінструктора. Воювала на Південно-Західному, 3-у Українському та 1-у Білоруському фронтах.
Бойове хрещення гвардії старший сержант М. С. Шкарлетова прийняла на підступах до Дніпра. Вже в перші дні перебування на фронті біля населеного пункту Михайлівка вона надала першу медичну допомогу й винесла з поля бою 35 поранених разом зі зброєю. В жовтні 1943 року під безперервним артилерійським вогнем на плоту разом з бійцями форсувала Дніпро, де надавала медичну допомогу бійцям 2-го стрілецького батальйону, що вели бої на плацдарм на правому березі.
Навесні 1944 року у складі свого полку форсувала низку весних повноводних рік: Інгулець, Південний Буг, Дністер. Брала участь у визволенні Дніпропетровської , Миколаївської та Одеської областей.
22 березня 1943 року в бою на підступах до села Піски виявила зразки мужності й витривалості, під ураганним вогнем супротивника винесши з поля бою 25 важко поранених бійців і командирів з їх особистою зброєю. Крім цього, 18 пораненим надала першу медичну допомогу безпосередньо на полі бою.
Особливо гвардії старшина М. С. Шкарлетова відзначилась під час боїв на Маґнушевському плацдармі. 1 серпня 1944 року вона на першому човні з групою бійців під сильним вогнем ворога форсувала річку Вісла. Попри постійний шквальний вогонь ворога, зневажаючи небезпеку, відразу ж почала надавати першу медичну допомогу пораненим і відтягувати їх з поля бою в укриття. В ході безперервних боїв по розширенню плацдарму на лівому березі Вісли протягом дня винесла з поля бою понад 40 поранених бійців з їх зброєю і завантажила на плаваючі засоби, якими вони були доправлені на правий берег.
По закінченні війни, влітку 1945 року демобілізована. Повернулась у місто Куп'янськ. В 1949 році закінчила фельдшерсько-акушерську школу, працювала в місцевій лікарні.
Обиралась депутатом Куп'янської міської ради, народним засідателем у суді, а також входила до складу міської і обласної рад Товариства Червоного Хреста.
Померла 2 листопада 2003 року.

## Сім'я
Навесні 1944 року М. С. Шкарлетова вийшла заміж на ад'ютанта командира 170-го гвардійського стрілецького полку молодшого лейтенанта Олександра Манька. У подружжя народились дві доньки.

## Нагороди і почесні звання
Указом Президії Верховної Ради СРСР від 24 березня 1945 року за зразкове виконання бойових завдань командування на фронті боротьби з німецькими загарбниками та виявлені при цьому відвагу і героїзм, гвардії старшині Шкарлетовій Марії Савеліївні присвоєне звання Героя Радянського Союзу з врученням ордена Леніна та медалі «Золота Зірка» (№ 7415).
Також була нагороджена: українським орденом Богдана Хмельницького 3-го ступеня (14.10.1999), радянськими орденами Вітчизняної війни 1-го ступеня (11.03.1985), Червоної Зірки (28.03.1944), нагородою Міжнародного Червоного Хреста «Медаллю імені Флоренс Найтінгейл» (1965), іншими медалями, Почесною грамотою Президії Верховної Ради Української РСР.
Рішенням ХХІІІ сесії Куп'янської міської ради IV скликання від 16 серпня 2005 року М. С. Шкарлетовій присвоєно звання «Почесний громадянин міста Куп'янська» (посмертно).

## Пам'ять
14 червня 2004 року ім'я Марії Савеліївни Шкарлетової присвоєне Куп'янському медичному коледжу.